# Clausov proces
Clausov proces je najpomembnejši proces za odstranjevanje žvepla iz plinov. Postopek, v katerem se  vodikov sulfid (H2S) pretvori v žveplo, je leta 1883 patentiral nemški kemik Carl Friedrich Claus.
Proces je primeren za odstranjevanje vodikovega sulfida iz zemeljskega plina, rafinerijskih plinov in  odpadnih plinov, ki nastajajo v drugih industrijskih procesih.  Slednji lahko vsebujejo tudi vodikov cianid (HCN), ogljikovodike, žveplov dioksid (SO2) ali amonijak (NH3). Za proizvodnjo žvepla so primerni plini z več kot 25 % H2S.
Velika večina od 64 milijonov ton žvepla, proizvedenega po celem svetu leta 2005, je bila stranski proizvod rafinerij in drugih tovarn za predelavo ogljikovodikov. Žveplo se porabi predvsem za proizvodnjo žveplove kisline, gume in kot gnojilo in pesticid. 

## Kemija
Clausov proces temelji na dveh kemijskih reakcijah.  V prvi reakciji ena tretjina vodikovega sulfida zgori v žveplov dioksid in vodo:
{\displaystyle {\begin{matrix}\mathrm {2\ H_{2}S+3\ O_{2}\longrightarrow 2\ SO_{2}+2\ H_{2}O} \qquad \Delta H^{0}=-1036,7\ {\frac {\mathrm {kJ} }{\mathrm {mol} }}\end{matrix}}}
V drugi reakciji preostali dve tretjini vodikovega sulfida reagirata z nastalim žveplovim dioksidom, pri čemer nastaneta žveplo in voda:
{\displaystyle {\begin{matrix}\mathrm {2\ H_{2}S+\ SO_{2}\longrightarrow 3\ S+2\ H_{2}O} \ \qquad \Delta H^{0}=-145,7\ {\frac {\mathrm {kJ} }{\mathrm {mol} }}\end{matrix}}}

## Proces
Clausov proces poteka v treh stopnjah:
1. V glavnem gorilniku zgori z zrakom (lahko tudi s kisikom) ena tretjina vodikovega sulfida (prva reakcija, 1000 °C). Del SO2 že tukaj reagira s preostalim H2S (druga reakcija). Nastala mešanica plinov se ohladi na približno 140 °C (C1 in C2), da se izloči nastalo žveplo. V tej stopnji se proizvede že  60–70 %  celotne količine žvepla.
2. V naslednjih dveh (ali treh) reaktorjih (R1, R2 (in R3)) poteka pri temperaturi okrog 250 °C katalizirana druga reakcija. Katalizator je boksit. V procesu z dvema reaktorjema je celoten izkoristek procesa približno 95 %, v procesu s tremi reaktorji pa približno 97 %.
3. V zmesi plinov, ki izhajajo iz tretjega reaktorja ni več SO2, ampak samo nekaj H2S, ki se termično (~ 900 °C) ali katalitično (~ 400 °C) sežge zaradi preprečevanje emisij H2S.

V procesu je zelo pomembna stehiometrija: v plinih iz zadnjega reaktorja mora biti nekaj prebitnega H2S in ne SO2, ker bi slednji ne zgorel, ampak bi kot tak zapustil proces in onesnažil okolje.

## SCOT
Za odstranjevanje zadnjih ostankov žvepla iz izpustnih plinov Clausovega procesa so razvili več postopkov, od katerih je najbolj znan  tako imenovani Shell-Clausov postopek za obdelavo izpustnih plinov (Shell-Claus Offgas Treating, SCOT). Izpustni plini vsebujejo po obdelavi manj kot 250 volumskih ppm žvepla, izkoristek Clausovega postopka pa se poveča na 99,9 %.
Proces poteka v dveh stopnjah. V prvi stopnji poteče katalitsko hidrogeniranje, v katerem se SO2, CS2 in COS pretvorijo v H2S:
{\displaystyle {\begin{matrix}\mathrm {\ SO_{2}+3\ H_{2}\longrightarrow H_{2}S+2\ H_{2}O} \qquad \Delta H^{0}=-339,6{\frac {\mathrm {kJ} }{\mathrm {mol} }}\end{matrix}}}
Nastali plini se ohladijo na 40 ºC in v drugi stopnji izperejo z alkanolamini (dietanolamin, etanolamin, lahko tudi metildietanolamin, diizopropilamin diizopropanolamin in diglikolamin), ki raztopijo skoraj ves H2S in relativno malo CO2:
{\displaystyle \mathrm {R{-}NH_{2}\ +\ H_{2}S\ \rightleftharpoons \ R{-}NH_{3}^{+}\ +\ HS^{-}} }
{\displaystyle \mathrm {R{-}NH_{2}\ +\ CO_{2}\ \rightleftharpoons \ R{-}NHCOO^{-}\ +\ H^{+}} }
Izpustni plin iz absorpcijske kolone vsebuje samo sledove H2S.

## Vira
- B. Schreiner. Der Claus-Prozess: Reich an Jahren und bedeutender den je. Chemie in unserer Zeit 42 (2008): 378-392. doi:10.1002/ciuz.200800461
- F.P. Springer. Über Schwefel und Schwefelwasserstoff - Zur Geschichte dieser Bestandteile von Erdgasen. Erdöl-Erdgas-Kohle Heft 10 (2011): 382-388.